# Adiantum squamulosum
Adiantum squamulosum är en kantbräkenväxtart som beskrevs av Jefferson Prado och A. R. Sm. Adiantum squamulosum ingår i släktet Adiantum och familjen Pteridaceae. Inga underarter finns listade.